# 175. østlige længdekreds
Den 175. østlige længdekreds (eller 175 grader østlig længde) er en længdekreds, der ligger 175 grader øst for nulmeridianen. Den løber gennem Ishavet, Asien, Stillehavet, det Sydlige Ishav og Antarktis.